# It's Only Love
«It's Only Love» es una canción del grupo The Beatles, escrita en su mayoría por John Lennon, y acreditada a Lennon-McCartney. Fue lanzada por primera vez por en 1965, en el álbum Help! en el Reino Unido, y en el álbum Rubber Soul en los Estados Unidos

## Antecedentes y composición
"It's Only Love" fue compuesta bajo el título de "That's A Nice Hat". Lennon tuvo la idea original de la canción, y la completó con Paul McCartney en su casa en Weybridge.
En términos generales, es una composición enteramente de John Lennon en solitario. Con apenas una duración de 1:56 minutos,  es la más corta de Help! y probablemente es a la que se le dedicó menos tiempo en ese disco.  Lennon quería  escribir una canción basada en un amor optimista con los clichés clásicos de este género, para contrastar con las canciones de tipo pesimista como "I'm a Loser" o  "No Reply".
Así como a menudo se refirió a su trabajo, Lennon se mostró a posteriori muy decepcionado con "It's Only Love". Según explicó en una entrevista en 1972: "Esta es la canción que realmente odio entre las mías. Terrible letra". En 1980,  Lennon dijo al periodista David Sheff de la revista Playboy: "Yo siempre pensé que era una canción pésima. La letra fue abismal. Siempre he odiado esa canción."
En su biografía de 1994 "Paul McCartney: Many Years From Now", McCartney trató de justificar la debilidad del texto de la canción: "A veces no luchabamos contra eso si la letra salía bastante rara en algunas de esas canciones de relleno como "It's Only Love". Si una letra era realmente mala debíamos editarla, pero no eramos tan exigentes al respecto, porque es solo una canción de rock and roll. Es decir, esto no es literatura."

## Grabación
The Beatles grabaron "It's Only Love", el 15 de junio de 1965. Se grabaron seis tomas de la pista de ritmo, aunque dos de ellas estaban incompletas. Lennon sobrecopió su voz en la última toma, y George Harrison grabó una parte de la guitarra a través de un altavoz Leslie giratorio.
La toma dos de "It's Only Love" fue incluida en Anthology 2 en 1996, junto con la tercera toma que estaba incompleta.

## Personal
- John Lennon - Voz doblada, guitarra acústica (Gibson J-160e) y guitarra eléctrica (Rickenbacker 325c64).
- Paul McCartney - Bajo (Höfner 500/1 63').
- George Harrison - Guitarra acústica de 12 cuerdas (Framus Hootenany con transporte en el 5.º casillero) y guitarra eléctrica (Gretsch Tennessean).
- Ringo Starr - Batería (Ludwig Super Classic) y pandereta.

## Versiones
"It's Only Love" fue grabada por Bryan Ferry en su álbum de 1976 Let's Stick Together, por Gary U.S. Bonds en su álbum de 1981 Dedication, por Charly García en su disco de 1999, Demasiado ego y por Peter Cetera en su álbum de 2001 Another Perfect World.
Fue grabada también por la artista Mimi Maura para su disco Misterio.